# Пальцем
Пальцем (нем. Palzem) — община в Германии, в земле Рейнланд-Пфальц. 
Входит в состав района Трир-Саарбург. Подчиняется управлению Саарбург.  Население составляет 1436 человек (на 31 декабря 2010 года). Занимает площадь 21,30 км².